# Снежни планини
Снежните планини (на английски: Snowy Mountains) е планински хребет в югоизточната част на Австралия, в щата Нов Южен Уелс, най-високата част на планинската система на Австралийските Алпи, които са съставна част на Голямата вододелна планина. В него се издига най-високият връх на континента Австралия – връх Косцюшко (2228 m) и още няколко от най-високите върхове в Австралия. Най-високите части на Снежните планини 3 месеца през зимата (от юни до август) са покрити със снежна покривака, поради което носят това наименование. В началото на 70-те години на XX век е пусната в експлоатация голяма хидроенергийна система, включваща 14 язовира и 9 ВЕЦ-а с обща мощност около 4 Гвт. Нейното изграждане е с цел прехвърляне през вододела на планината, от изток на запад, на около 2,5 млрд m³ годишно на вода от пълноводната река Сноуи Ривър, вливаща се в Тасманово море, в басейна на река Мъри, която вода да се използва за напояване на най-обширните земеделски земи в Австралия, разположени в нейната югоизточна част. В Снежните планини се намира малкото градче Кабрамара, което е най-високо разположеното населено място в Австралия.
През 1840 г. полският емигрант пътешественик Павел Стшелецки пръв изследва и картографира Австралийските Алпи и тяхната най-висока част Снежните планини. По време на тази експедиция пръв се изкачва на най-високия връх на Австралия и го наименува Косцюшко в чест на полския национален герой Тадеуш Косцюшко.